# Tohil Patera
La Tohil Patera è una struttura geologica della superficie di Io.